# Agrostis montis-aurei
Agrostis montis-aurei é uma espécie de gramínea do gênero Agrostis, pertencente à família Poaceae.